# Moses Schulbaum
 (avril 2024).
La mise en forme du texte ne suit pas les recommandations de Wikipédia : il faut le « wikifier ».
Les points d'amélioration suivants sont les cas les plus fréquents. Le détail des points à revoir est peut-être précisé sur la page de discussion.
- Les titres sont pré-formatés par le logiciel. Ils ne sont ni en capitales, ni en gras.
- Le texte ne doit pas être écrit en capitales (les noms de famille non plus), ni en gras, ni en italique, ni en « petit »…
- Le gras n'est utilisé que pour surligner le titre de l'article dans l'introduction, une seule fois.
- L'italique est rarement utilisé : mots en langue étrangère, titres d'œuvres, noms de bateaux, etc.
- Les citations ne sont pas en italique mais en corps de texte normal. Elles sont entourées par des guillemets français : « et ».
- Les listes à puces sont à éviter, des paragraphes rédigés étant largement préférés. Les tableaux sont à réserver à la présentation de données structurées (résultats, etc.).
- Les appels de note de bas de page (petits chiffres en exposant, introduits par l'outil «  Source ») sont à placer entre la fin de phrase et le point final[comme ça].
- Les liens internes (vers d'autres articles de Wikipédia) sont à choisir avec parcimonie. Créez des liens vers des articles approfondissant le sujet. Les termes génériques sans rapport avec le sujet sont à éviter, ainsi que les répétitions de liens vers un même terme.
- Les liens externes sont à placer uniquement dans une section « Liens externes », à la fin de l'article. Ces liens sont à choisir avec parcimonie suivant les règles définies. Si un lien sert de source à l'article, son insertion dans le texte est à faire par les notes de bas de page.
- La présentation des références doit suivre les conventions bibliographiques. Il est recommandé d'utiliser les modèles {{Ouvrage}}, {{Chapitre}}, {{Article}}, {{Lien web}} et/ou {{Bibliographie}}. Le mode d'édition visuel peut mettre en forme automatiquement les références.
- Insérer une infobox (cadre d'informations à droite) n'est pas obligatoire pour parachever la mise en page.

Pour une aide détaillée, merci de consulter Aide:Wikification.
Si vous pensez que ces points ont été résolus, vous pouvez retirer ce bandeau et améliorer la mise en forme d'un autre article.
 (avril 2024).
Moïse Schulbaum (hébreu : משה בן ישעיהו שולבוים ; c. 1833, Ozeryany, Borshchiv Raion (uk) – 4 avril 1918, Vienne) était un écrivain, traducteur et lexicographe juif galicien hébreu.

## Biographie
Moïse Schulbaum est né en avril 1830, 1833, ou 1835 en Galice orientale de Yeshayahu et Devorah Schulbaum. Son père était un riche marchand et sa mère une descendante des Chacham Tzvi. Dès son plus jeune âge, il se consacre à l'étude de l'hébreu, sa langue de prédilection, et entre en 1870 à l'imprimerie de Michael Wolf à Lemberg comme correcteur d'épreuves. Lors de la fondation des écoles du Baron de Hirsch en Galice, Schulbaum fut appelé (1889) comme professeur d'hébreu à Kolomea ; en 1897, il fut transféré à l'école Baron de Hirsch à Mikulince.
La bibliothèque de Schulbaum a brûlé dans le chaos de la Première Guerre mondiale et sa maison a été réquisitionnée par l'armée russe, alors en guerre contre l'Allemagne. Il s'enfuit avec sa famille à Vienne, où il mourut en 1918.

## Travail et œuvre
Schulbaum a traduit en hébreu Die Räuber de Schiller (Lemberg, 1871), L'Éthique à Nicomaque d'Aristote (Lemberg, 1877)  et a édité une révision complète de Otzar ha-shorashim de Judah Leib Ben-Ze'ev (5 vols., Lemberg, 1880-1882). Les quatre derniers volumes de ce livre, à savoir les glossaires araméen, hébreu moderne et allemand-hébreu, ainsi que le glossaire des noms propres, ont été compilés indépendamment par Schulbaum ; de même les parties suivantes qui parurent dans une deuxième édition : dictionnaire hébreu-allemand (Lemberg, 1898) et dictionnaire allemand-hébreu (Lemberg, 1904). Schulbaum était opposé à l'introduction de nouveaux mots hébreux à partir de l'arabe et préconisait plutôt la traduction d'expressions araméennes en hébreu.

## Pop-culture

### David Blackrock's life, la légende de Schulbaum
David Blackrock's life, la légende de Schulbaum est un court métrage français sorti en 2024, réalisé dans le village authentique de Brachay, en Haute-Marne. L’œuvre mêle quête identitaire, humour absurde et éléments mystiques, centrée sur les origines hébraïques supposées de David, un jeune homme descendant de Moïse Schulbaum, figure énigmatique locale.
Synopsis
Trois amis, Thogga, Rogga et Lugga, se lancent dans une enquête pour vérifier les rumeurs entourant l’ascendance de David, soupçonné d’être lié à une lignée juive historique. Leur quête les conduit à croiser des personnages insolites : un moine mystérieux armé d’une rapière, un médecin portant une kippa, et Magalia, un femboy ayant accouché de Jacob Stein dans la forêt voisine. Le récit s’articule autour de symboles religieux, de légendes locales et de figures comme Jacques Foliole (tuilier ancestral) ou Saint Jean d’Acre, protecteur spirituel de Brachay. L’intrigue est ponctuée par l’intervention du Tonton Royale Méga Bouliste (Tonton RMB), oncle excentrique de David.
Personnages clés
- David : Supposé descendant de Moïse Schulbaum.
- Thogga, Rogga et Lugga : Trio d’amis protagonistes déterminés à percer « la vérité ».
- Magalia : Femboy dont l’accouchement en forêt lie son destin à Jacob Stein.
- Le Moine : Guide énigmatique maniant une rapière.
- Le Médecin : Figure médicale portant une kippa, liée à la famille de David.
- Jacques Foliole : Tuilier incarnant la tradition artisanale brachayenne.
- Saint Jean d’Acre : Entité spirituelle protectrice du village.
- Tonton RMB : Oncle bouliste aux méthodes peu orthodoxes.
Production et contexte
Tourné intégralement à Brachay, le court métrage exploite le patrimoine rural et forestier de la Haute-Marne pour ancrer son folklore. Le titre fait référence au surnom « Blackrock » attribué à David, mélangeant modernité et référence à Schulbaum. La présence de symboles juifs (kippa, origines de Moïse Schulbaum) contraste avec les traditions catholiques locales (moine, Saint Jean d’Acre).
Thèmes abordés
- Quête identitaire et héritage familial.
- Hybridation entre traditions religieuses et culture populaire.
- Absurde et fantastique dans un cadre réaliste.
Réception
Le film a suscité des discussions sur la représentation des minorités et l’appropriation créative de l’histoire locale. Son ton décalé et son mélange de genres divisent, mais il est salué pour son originalité visuelle.

### La «Schulboard»
Moïse Schulbaum, par son physique charismatique, a fait l’objet d’une représentation moderne alliant culture « marginale underground » et symboles religieux forts de l’hébraïsme.
L’œuvre, une planche de skateboard dépourvue de ses roulettes, reprend le portrait iconique du lexicographe et a été offerte par son auteur à un descendant de Moïse Schulbaum. La planche a servi de toile à M.M., artiste d’1m80, utilisant l’acrylique. Il dépose la peinture avec précision et émotion à l’aide d’un pinceau fabriqué en bois de séquoia, essence forestière qui renvoie à la stature imposante du peintre.